# 3-й Лінійний провулок (Мелітополь)
3-й Лінійний провулок — провулок у Мелітополі, що йде від Лінійної до Скіфської вулиці, де закінчується біля перехрестя з 1-м Лютневим провулком та вулицею Декабристів. Знаходиться в історичному районі Юрівка.
Повністю складається з приватного сектора. Покриття ґрунтове.

## Назва
Як і багато інших вулиць, провулок названо Лінійним через близькість до залізничних колій. (Він виходить до ділянки Придніпровської залізниці, розташованої вздовж Лінійної вулиці).
Це один із трьох Лінійних провулків у Мелітополі. На деяких картах (зокрема на сервісах Яндекс. Карти та Карти Google) неправильно позначений як 2-й Лінійний через те, що 1-го Лінійного, з якого помилково починають нумерацію, зараз не існує.
В різних частинах Мелітополя вздовж залізниці розташовані вулиці зі схожими назвами Лінійна, Західно-Лінійна, Південно-Лінійна, Північно-Лінійна, провулки 2-й Лінійний, 4-й Лінійний, 1-й Північно-Лінійний, 2-й Північно-Лінійний.

## Історія
3-й Лінійний провулок вперше згадується в документах 17 січня 1939 у зведених відомостях домоволодінь. Спочатку була забудована тільки північна сторона провулка.